# КрАЗ-258
КрАЗ-258Б — советский седельный тягач, серийно выпускавшийся Кременчугским автомобильным заводом с 1966 по 1989 годы.

## История
КрАЗ-258 начали разрабатывать в начале 1960-х годов на замену тягача КрАЗ-221Б.
Конструкция машины была изначально в значительной степени унифицирована с моделями КрАЗ-256Б и КрАЗ-257. Рулевой механизм с гидроусилителем, установленный на КрАЗ-258, был унифицирован с МАЗ-500. В середине 1970-х годов выпускаемые КрАЗ-258 были дооборудованы новой двухпроводной тормозной системой. В результате совершенствования конструкции, с течением времени ресурс выпускаемых КрАЗ-258 увеличивался: если до 1970 года ресурс КрАЗ-258 составлял 100 тыс. км, то в 1970е годы — 180 тыс. км.
В соответствии с производственными планами завода выпуск КрАЗ-258Б1 должен был быть прекращён в 1988 году, однако изготовление последних машин было завершено в 1989 году.

## Описание
Полная масса тягача — 22 тонны, допустимая нагрузка на двухшарнирное седельно-сцепное устройство — 12 тонн, полная масса буксируемого прицепа или полуприцепа — 30 тонн.
Усредненный ресурс нового тягача КрАЗ-258Б1 до первого капитального ремонта составлял 190 тыс. км, после чего проведение капитального ремонта обеспечивало межремонтный ресурс на дополнительные 152 тыс. км.

## Варианты и модификации
- КрАЗ-258Б — базовая модель с двигателем ЯМЗ-238А мощностью 215 л. с. и пятиступенчатой коробкой передач ЯМЗ-236С[5], выпускалась в 1966[8] — 1977[1].
- КрАЗ-258Б1 — улучшенная модель[6] с двигателем ЯМЗ-238 мощностью 240 л. с.[1] и коробкой передач ЯМЗ-236Н
- КрАЗ-Э259Б — бескапотный вариант с кабиной от МАЗ-500[9], опытная модель.

## Полуприцепы
- полуприцеп-лотковоз ПЛ2012 для транспортировки длинномерных железобетонных изделий грузоподъёмностью 20 тонн с длиной платформы 12110 мм, разработанный Саратовским филиалом института организации, механизации и технической помощи строительству (ИОМТПС)[10]
- полуприцеп-панелевоз ПП2008Б массой 7930 кг, длиной 14535 мм и грузоподъёмностью 20 тонн, разработанный Саратовским филиалом ИОМТПС[11]
- полуприцеп-тяжеловоз ЧМЗАП-5523А грузоподъемностью 25 тонн[2][12]
- полуприцеп-фургон ОдАЗ-9987[2]
- ТЗ-22 — полуприцеп-цистерна на шасси ЧМЗАП-5524П для перевозки горючего[13]
- СП-22М — самосвальный полуприцеп производства Томского авторемонтного завода с рессорной подвеской и боковой разгрузкой на обе стороны

## Галерея

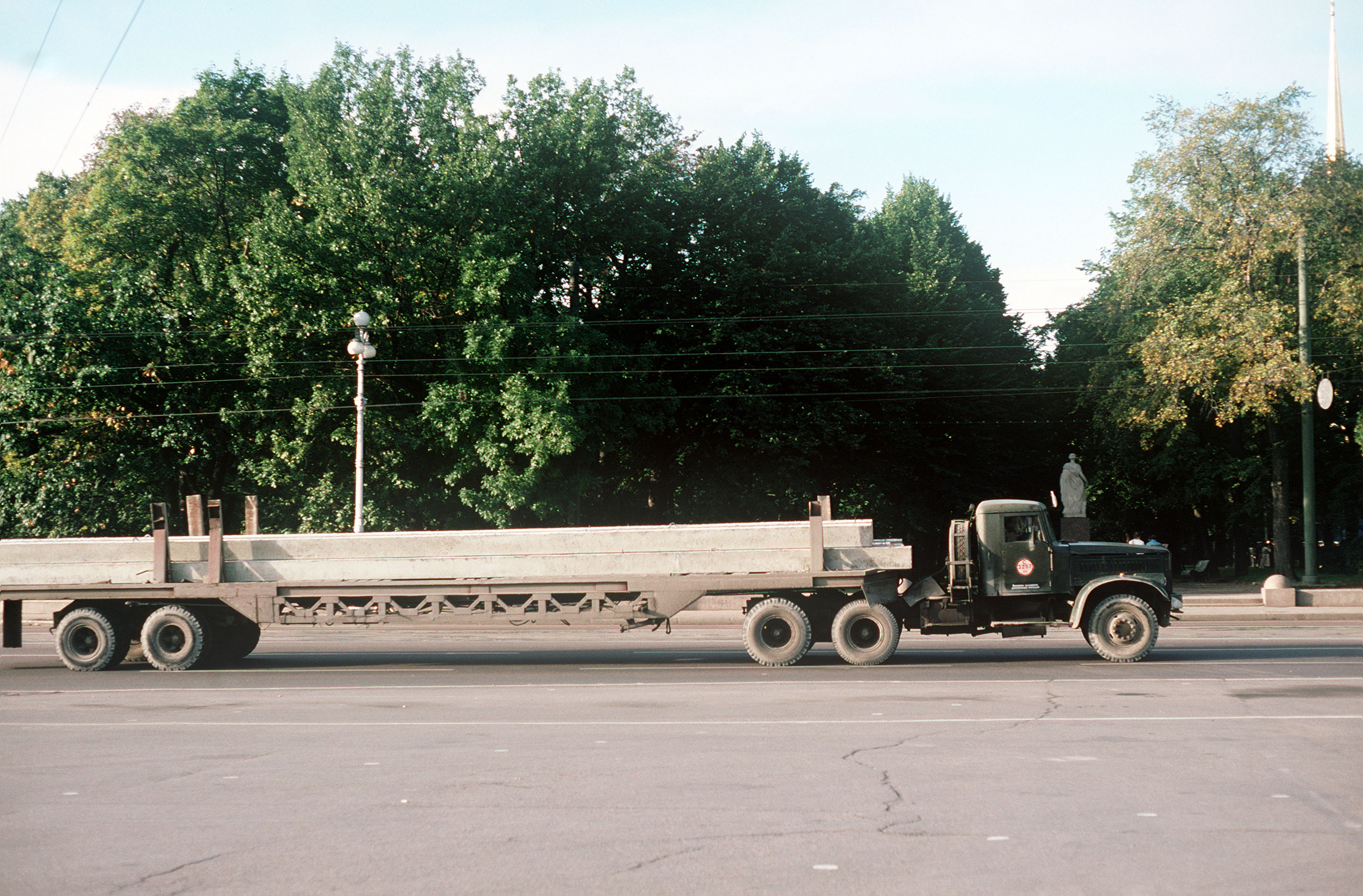
КрАЗ-258Б с полуприцепом
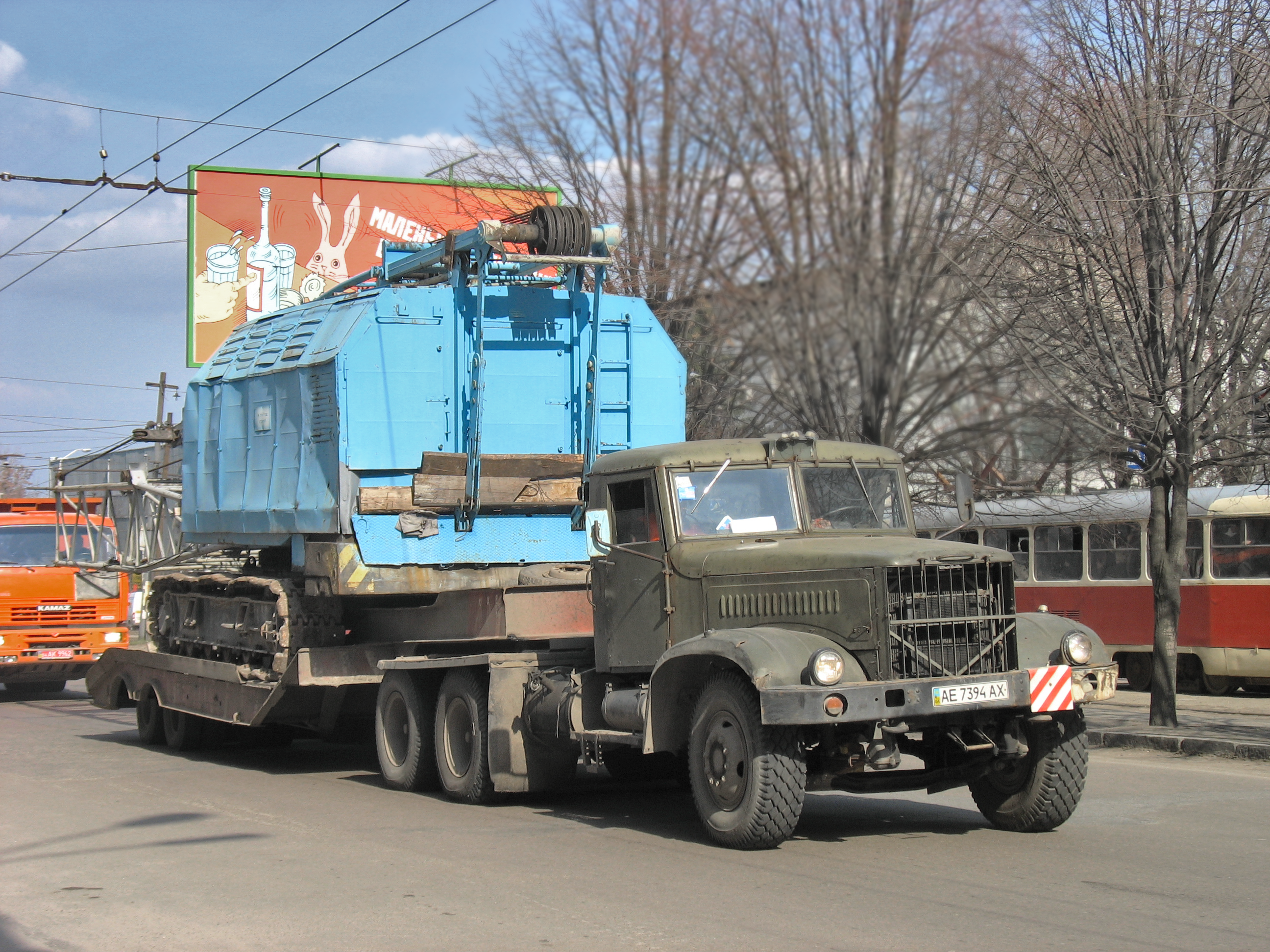
КрАЗ-258Б поздних выпусков c прицепом-тяжеловозом ЧМЗАП
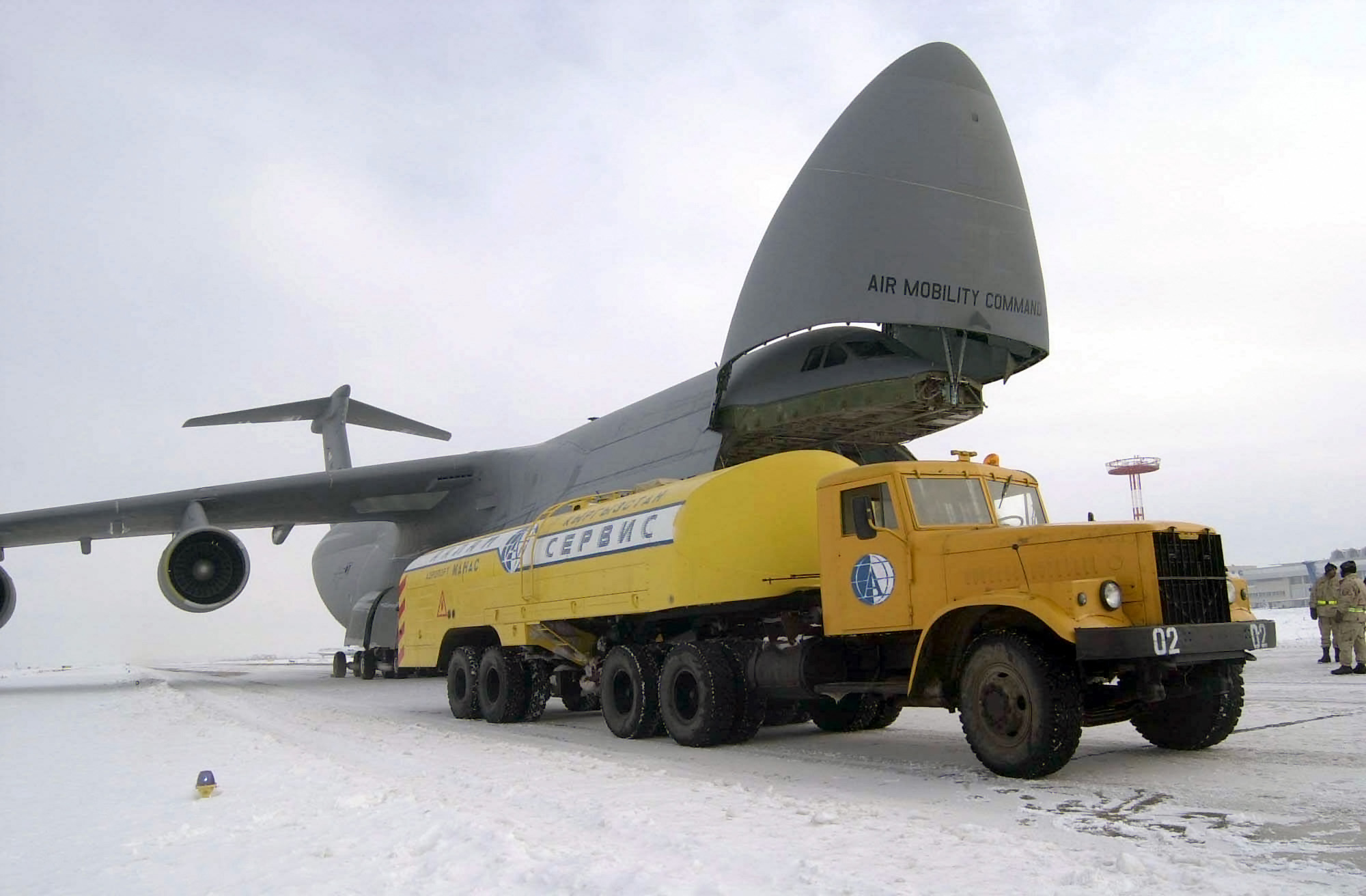
КрАЗ-258Б на аэродроме в Кыргызстане
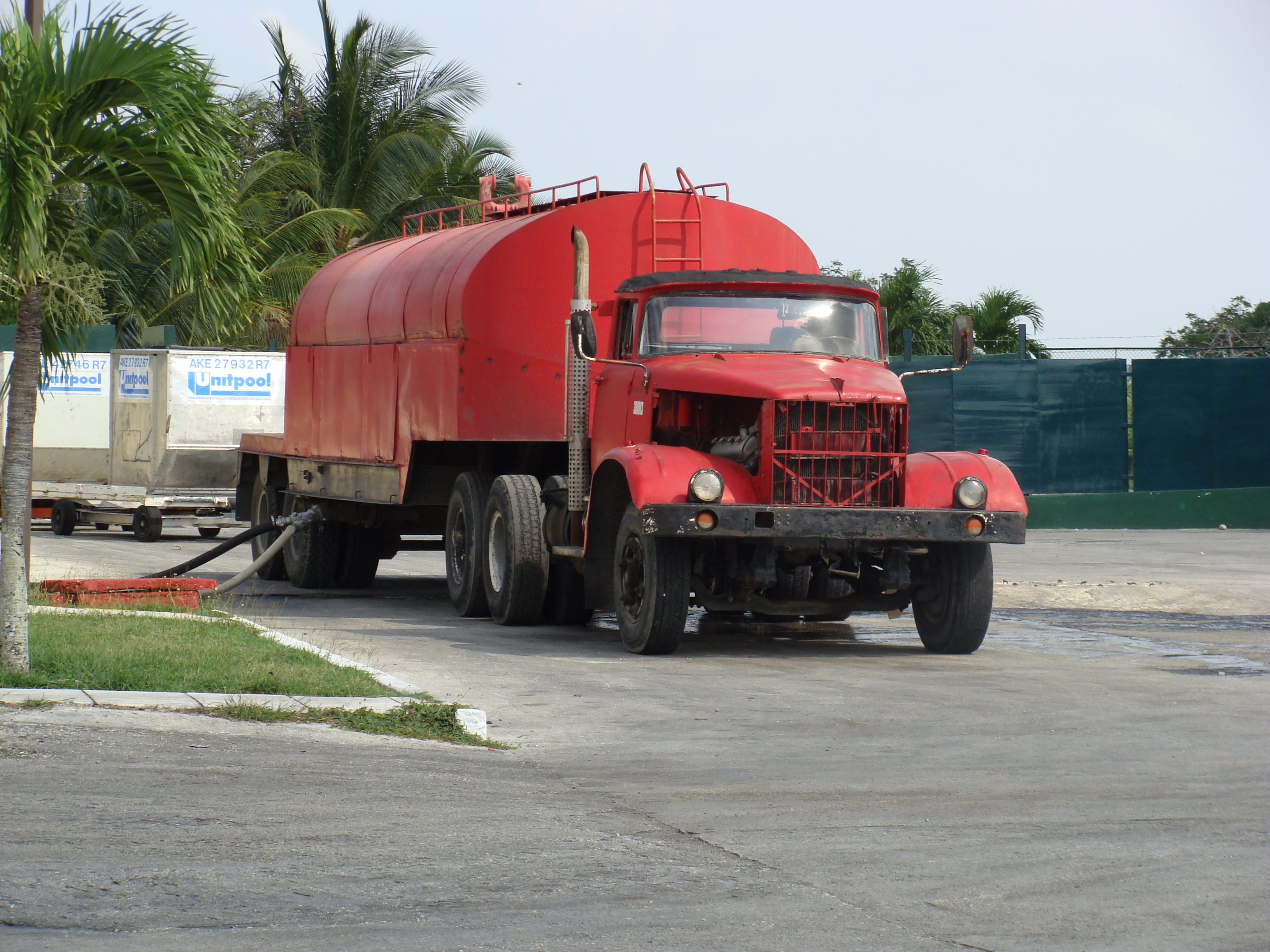
КрАЗ-258Б поздних выпусков на Кубе
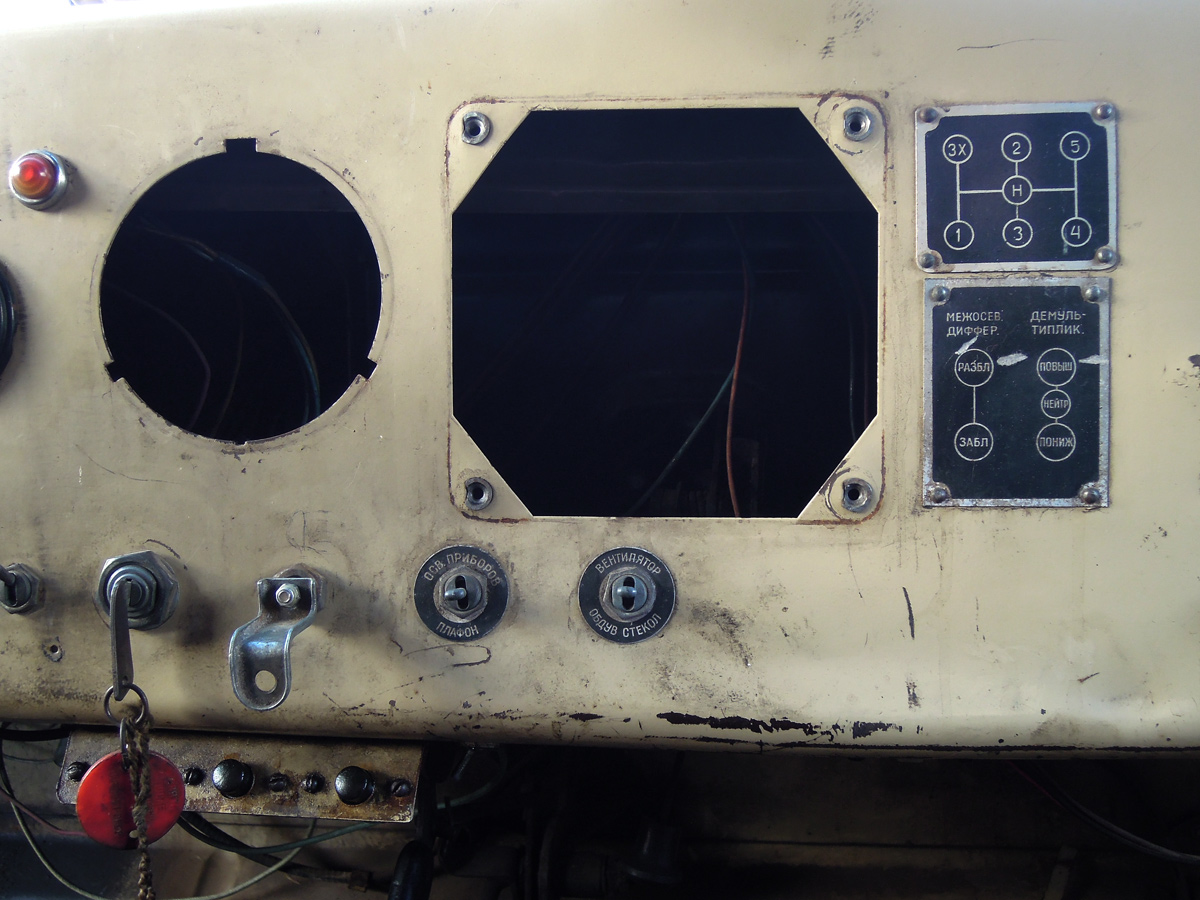
Середина приборной панели, отличия от КрАЗ-255 — нет манометра воздуха в шинах, на диаграмме раздатки не обозначен рычаг включения переднего моста